# Pablo Goncálvez
Pablo José Goncálvez Gallareta (Bilbao, España, 6 de marzo de 1970) es el primer asesino serial de la historia del Uruguay. Fue procesado por tres homicidios cuando tenía 22 años y condenado a treinta años de prisión, desde 2016 se encuentra en libertad.

## Biografía
Su padre fue el diplomático Hamlet Goncálvez (fallecido el 16 de julio de 1992), quien cumplíó funciones representando a Uruguay en España. A los nueve años Pablo Goncálvez se radicó en Uruguay, en el barrio Carrasco. En dicho país cursó la primaria en el Colegio Stella Maris y culminó sus estudios secundarios en el liceo público número 15. Miembro de la alta sociedad montevideana, ingresó como estudiante de ciencias económicas en la Facultad de Ciencias Económicas de la Universidad de la República.

## Sentencia
El primer Homicidio  fue cometido contra Ana Luisa Miller Sichero, lo que se concretó en las primeras horas de la madrugada del 1 de enero de 1992. La víctima contaba con 26 años, era licenciada en historia y profesora en ejercicio. La autopsia determinó que la joven perdió la vida tras ser sofocada y luego arrojada a las 8 horas del 1 de enero de 1992 en la playa de Solymar. Al momento de su deceso, mantenía un noviazgo con el ingeniero Hugo Sapelli, quien fue considerado el inicial sospechoso, pero sometido al polígrafo, sorteó la prueba y no hubo ninguna evidencia que lo incriminara.
La segunda occisa fue Andrea Gabriela Castro Pena de 15 años, quien murió tras ser asfixiada el 20 de septiembre de 1992 luego de salir de la discoteca England en Montevideo. Este crimen se perpetró por sofocación manual y tuvo la peculiaridad de que, a modo de firma, el criminal, dejó anudada una corbata de su pertenencia en el cuello de la difunta. Al ser encontrada en el domicilio de Goncálvez, una serie de corbatas pertenecientes a un juego idéntico, la fiscalía contó con una de las pruebas más fehacientes para incriminarlo.
La tercera víctima María Victoria Williams Sanz de 22 años, falleció asfixiada dentro del domicilio de Goncálvez el 8 de febrero de 1993. En este caso, el homicida se valió de una treta, pues le alegó a la futura víctima, que era vecina suya, que su anciana abuela con la que él vivía, había sufrido un ataque cardíaco y que él solo no podía reanimarla. Una vez dentro de la finca, el homicida agredió a la chica estrangulándola y colocándole una bolsa de nylon en la cabeza.
Había viajado a Porto Alegre, donde vivían sus dos medios hermanos.
Pablo fue atrapado en Brasil y conducido a la Jefatura de Montevideo. En Sede Judicial lo condenaron a 30 años de prisión por ser el autor material de los homicidios, aunque se declaró inocente de los cargos imputados en su contra.
El 6 de marzo de 1999, fue atacado por dos reclusos con 26 puñaladas, pero el 19 de marzo salió del CTI del Hospital Maciel y fue trasladado a Cárcel Central. Pero ante el cierre posterior de Cárcel Central, fue trasladado a la chacra cárcel de Campanero en Lavalleja.
El 7 de julio de 2005 contrajo matrimonio con Alejandra, realizándose la ceremonia en el recinto de la Cárcel Central, ubicada dentro de la Jefatura de Policía de Montevideo, pero posteriormente se rompió este vínculo en 2015.
En 2012 la defensa solicitó su libertad anticipada, siendo esta denegada judicialmente. Continuó purgando su pena tras las rejas en una penitenciaría de mínima seguridad ubicada en las cercanías a la ciudad de Minas, pero gozando de salidas transitorias.
Según las pericias impetradas, el asesino utilizó el mismo modus operandi para terminar con las vidas de las tres mujeres: Ana Luisa Miller, María Victoria Williams y Andrea Castro.
También téngase en cuenta que pese a las abundantes pruebas recogidas en la causa, el penado ha negado enfáticamente su culpabilidad ante varios medios de prensa.

## Libertad
Goncálvez salió libre el jueves 23 de junio de 2016 a los 46 años, tras haber cumplido completamente su pena por los tres homicidios que se le imputó.
Fue favorecido bajo el computo de dos por uno, solamente por una reducción de condena acordada a todos los presos que trabajan o estudian. El día de su liberación y los días previos, se caracterizaron por una gran cobertura mediática a nivel nacional de este caso, revelando así el gran interés de la opinión pública sobre estos asesinatos y sobre el primer asesino serial de Uruguay, identificado y condenado. La información mediática divulgada consistió en breves reportajes realizados desde la penitenciaría de Campanero en Lavalleja (último lugar de reclusión de Pablo Goncálvez), así como también extensas entrevistas a criminólogos, psiquiatras, abogados penalistas, etc. En 2017 fue detenido en Paraguay por el cargo de portar un arma no registrada y una cantidad de estupefacientes. El 14 de junio el juez dispuso el encarcelamiento de Goncálvez, que fue trasladado a la Cárcel Regional de Coronel Oviedo.

## Medios
En 2020, su historia formó parte de dos pódcast uno llamado: Pablo Goncálvez, los asesinatos de Carrasco y Frente al Asesino de diez episodios.